# 主体美術協会
主体美術協会（しゅたいびじゅつきょうかい）は、1964年8月5日、同志38名にて自由美術家協会を退会声明。新たに参加した同志を加え創立され、1965年から公募展として都美術館にて「主体展」を開催している。

## 主体美術協会趣旨
主体美術協会は、1964年9月に結成されました。
私達は作家一人一人が創作を自由に発表できる場を確保し、美術家の集団として積極的に活動してゆきたいと思います。
私達は世界的視野に立って、豊かな人間性を培いつつ、現実の日本に深く根を下した生新な芸術を創造して行くことを期しております。。

## 経緯
- 1964年8月3日、東京都内で会合を開き、森芳雄、大野五郎、寺田政明、吉井忠、末松正樹、倉石隆、（麻生三郎、糸園和三郎は退会し主体美術協会に参加せず）ら38名自由美術家協会を退会決意。8月5日に退会声明を出す。新団体結成の呼びかけを行い新たに司修、平野遼ら47名参加。9月、会の趣旨、会則を発表。縦の関係を排し、自由にのびのびと主体性を尊重し仕事をしようと会名を「主体美術協会」（吉井忠案）とし、代表者、森芳雄。[1]。
- 1965年6月6日〜6月19日、責任者吉江新二のもとに、東京都美術館で第1回展開催[1]。
- 1966年7月、愛知県美術館、京都市美術館、同年8月、北九州市立八幡美術館で巡回展。機関紙「主体美術」第1号発刊。今日まで続く。[1]。
- 1969年第5回展より、機関紙とは別に毎回テーマを設定し冊子を発行。「運動体としての主体美術をとらえる」「矛盾体の領域」「表現と自由」など。1993年まで続く。[1]。
- 1976年、反日展を旗印に東京展が日展同会期開催となり、それに伴い主体展会期減少。[1]。行動美術協会と合同で、公募団体のありかたを議論する。[1]。
- 1981年、借館割り当て見直しの結果、会期9月1日からになる（以後、今日まで）[1]。
- 1994年「主体美術の30年」編纂。[1]。
- 2000年3月29日〜4月9日、北海道立近代美術館で「創立35年記念企画 主体美術北海道展」を開催[1]。
- 2014年50周年記念誌発行。[1]。
- 2020年、新型コロナウイルス感染対策のため主体展中止、「主体Webギャラリー」開設。[1]。
- 2021年、主体展再開。現在に続く。[1]。

## 審査と賞
審査は会員が応募作品1点ずつ審議を尽くし入落を決定。佳作作家、秀作作家、新人賞を選出。会員選出は投票により決定。